# Otto Neugebauer
Otto Eduard Neugebauer (geboren 26. Mai 1899 in Innsbruck, Österreich-Ungarn; gestorben 19. Februar 1990 in Princeton, New Jersey) war ein österreichisch-amerikanischer Mathematiker und Astronom. Bekannt
wurde er vor allem durch seine Forschungen auf dem Gebiet der Geschichte der Astronomie.

## Leben

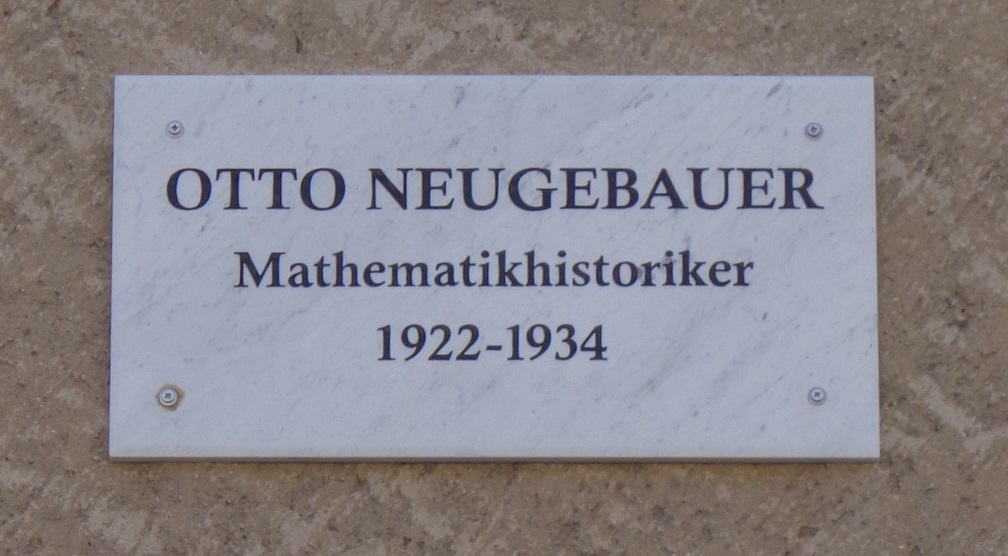
Göttinger Gedenktafel für Otto Neugebauer

Neugebauer war der Sohn eines Straßenbauingenieurs (der privat orientalische Teppiche sammelte), verlor aber früh seine Eltern und besuchte das „1. k. u. k.-Staatsgymnasium“ in Graz. 1917/18 war er im Ersten Weltkrieg als Artillerieleutnant an der italienischen Gebirgsfront und fast ein Jahr in italienischer Kriegsgefangenschaft, in der er Ludwig Wittgenstein kennenlernte. Ab 1919 studierte er an der Universität Graz Elektrotechnik und Physik (Mathematik u. a. bei Roland Weitzenböck), ab 1921 in München bei Arnold Sommerfeld und Arthur Rosenthal Mathematik und Physik und ab 1922 in Göttingen hauptsächlich Mathematik bei Richard Courant, Emmy Noether, Edmund Landau und Ägyptologie bei Kurt Sethe und Hermann Kees. 1923 wurde er Assistent bei Courant in Göttingen. 1924 war er in Kopenhagen bei Harald Bohr, mit dem er sich schon in Göttingen befreundet hatte und mit dem er seine einzige rein mathematische Arbeit (über fastperiodische Funktionen) veröffentlichte. Zusätzlich studierte er altorientalische Sprachen in Rom (das Sumerische) und später in Leningrad bei Wassili Wassiljewitsch Struwe (der später den Moskauer mathematischen Papyrus in Neugebauers Zeitschrift Quellen und Studien herausgab, über den auch Neugebauer in Leningrad gearbeitet hatte) und Boris Turajew. Harald Bohr hatte ihn in Kopenhagen wegen seiner Kenntnisse des Altägyptischen um ein Review eines Buches über den Rhind-Papyrus gebeten, was zu Neugebauers Hinwendung zur Mathematikgeschichte führte. 1926 promovierte er in Göttingen bei Courant und David Hilbert über Die Grundlagen der ägyptischen Bruchrechnung.
1927 heiratete er Grete Bruck.
Anfang 1928 begann er Mathematikgeschichte an der Universität Göttingen zu lehren (einer seiner Studenten war Bartel Leendert van der Waerden, selbst später ein bekannter Mathematikhistoriker) und wurde 1932 außerordentlicher Professor. Mit der Machtergreifung der Nationalsozialisten 1933 verließ er Göttingen (er weigerte sich den Eid auf die neuen Machthaber zu leisten) und ging an die Universität Kopenhagen. 1939 ging er an die Brown University in Providence (Rhode Island), wo für ihn ein eigenes Department für Geschichte der Mathematik eingerichtet wurde, er 1947 Professor für Mathematikgeschichte wurde und wo er bis zum Ende seiner Laufbahn blieb. 1969 ging er formal in den Ruhestand, setzte aber seine Arbeit als Professor Emeritus unvermindert fort (sein Nachfolger war David Pingree). Auf Einladung von Hermann Weyl waren Otto Neugebauer und Abraham Sachs ab 1945 am Institute for Advanced Study in Princeton tätig. Ab 1980 war er permanentes Mitglied.
Neugebauer ist vor allem für seine Untersuchung nichtgriechischer antiker Mathematik und Astronomie (Babylonien, Ägypten) bekannt, die zuvor vernachlässigt und unterschätzt wurde, und für seine auf diesem Gebiet besorgten Textausgaben. Er wies einen kontinuierlichen Einfluss der babylonischen Mathematik und Astronomie auf die griechische Welt auch lange nach der Zeit von Ptolemäus nach. Er war dafür bekannt, dass er großen mathematikhistorischen Synthesen abgeneigt war und Detailarbeit bevorzugte, insbesondere beschäftigte ihn der Reichtum zu seiner Zeit noch unerschlossener Quellen aus Babylonien und Indien. Er begann eine Monographie zur antiken Mathematik und Astronomie, von der aber nur der erste Band bei den Grundlehren der mathematischen Wissenschaften erschien.
1931 gründete er das Referateorgan Zentralblatt der Mathematik, das sich später zur Literaturdatenbank Zentralblatt MATH entwickelte. Als der verantwortliche Springer Verlag in Vollzug nationalsozialistischer Forderungen den Rücktritt jüdischer Mitglieder des Beirats wie Tullio Levi-Civita durchsetzte, trat Neugebauer wie die meisten Herausgeber zurück. 1940 gründete er in den USA die Mathematical Reviews, die er zusammen mit Jacob David Tamarkin herausgab (unter anderem aus diesem Grund holte ihn Oswald Veblen an die Brown University, da man auf einen solchen Reviewdienst nach dem Niedergang des Zentralblatts bei der American Mathematical Society nicht verzichten wollte). Mit Julius Stenzel und Otto Toeplitz gründete er 1929 die Quellen und Studien zur Geschichte der Mathematik, Astronomie und Physik (in den Serien A und B, wobei in A Quellentexte veröffentlicht wurden), die bis 1938 erschien.
1986 erhielt er für seine grundlegenden Studien auf dem Gebiet der exakten Wissenschaften im Altertum, insbesondere der mesopotamischen, ägyptischen und griechischen Astronomie, den Balzan-Preis für Wissenschaftsgeschichte. Das Preisgeld von 250.000 Schweizer Franken stiftete er dem Institute for Advanced Study. Er war Mitglied verschiedener wissenschaftlicher Akademien (in Wien, Paris, Kopenhagen, Brüssel (1961)), der British Academy (1971), der Royal Irish Academy, der American Academy of Arts and Sciences (1946), der National Academy of Sciences (1977), der American Philosophical Society, erhielt den Lewis-Preis und die Franklin-Medaille der American Philosophical Society, den Pfizer-Preis der US-amerikanischen History of Science Society und 1972 das Österreichische Ehrenzeichen für Wissenschaft und Kunst. 1979 erhielt er den Distinguished Service Award der Mathematical Association of America. Außerdem war er mehrfacher Ehrendoktor (u. a. der Princeton University und Brown University). 1936 hielt er einen Plenarvortrag auf dem Internationalen Mathematikerkongress in Oslo (Die Vorgriechische Mathematik und ihre Stellung zur Griechischen). Die American Philosophical Society zeichnete ihn 1987 mit ihrer Benjamin Franklin Medal aus.
Sein Sohn Gerry Neugebauer war ein bekannter Astronom und Physiker am California Institute of Technology.

## Ehrungen und Mitgliedschaft
Der Asteroid (3484) Neugebauer wurde 1989 nach seinem Sohn Gerry Neugebauer, dessen Frau Marcia Neugebauer und ihm benannt.
Ein seit 2012 von der Europäischen Mathematischen Gesellschaft alle vier Jahre verliehener Preis für Mathematikgeschichte ist nach ihm benannt. Erster Preisträger ist Jan Hogendijk, 2016 erhielt Jeremy Gray die Auszeichnung, 2020 Karine Chemla und 2024 Reinhard Siegmund-Schultze.

## Bibliographie
- Vorgriechische Mathematik Springer, Berlin 1934.
- The Exact Sciences in Antiquity. Dover Books, New York 1969, 2003, ISBN 0-486-22332-9 (Repr. d. 2. Auflage bei der Brown University Press, Providence, R.I., 1957, zuerst Princeton University Press 1951).
- mit Henry Bartlett Van Hoesen: Greek Horoscopes. American Philosophical Society, 1959. 2. Auflage: 1987, ISBN 0-87169-048-9.
- A History of Ancient Mathematical Astronomy, 3 Bände, Springer, Berlin 1975, ISBN 3-540-06995-X.
- Astronomy and History. Selected Essays. Springer, New York 1983, ISBN 0-387-90844-7.
- Ethiopic Astronomy and Computus, Wien: Verlag der Österreichischen Akademie der Wissenschaften, 1979.
- mit Noel Swerdlow: Mathematical astronomy in Copernicus's De revolutionibus. New York : Springer, 1984.

als Herausgeber:
- Mathematische Keilschrifttexte 1–3, Quellen und Studien zur Geschichte der Mathematik, Astronomie und Physik, Serie A, 1935 bis 1937.
- mit Richard-Anthony Parker: Egyptian Astronomical Texts. (EAT) 4 Bände, Brown University Press, Providence RI 1960 bis 1972.
- mit Abraham Sachs: Mathematical Cuneiform Texts (American Oriental Series; Band 29). American Oriental Society, New Haven, Connecticut, 1986, ISBN 0-940490-29-3 (Repr. d. Ausg. New Haven 1945).
- Astronomical Cuneiform Texts (allgemein abgekürzt als „ACT“), London 1956, 2. Aufl. Springer, New York 1983, ISBN 3-540-90812-9 (Repr. d. Ausg. London 1956)
  - Band 1: Introduction. The moon.
  - Band 2: The planets. Indices.
  - Band 3: Plates.
- The Astronomical Tables of al-Khwarizmi, Historiskfilosofiske Skrifter undgivet af Det Kongelige Danske Videnskabernes Selskab, Bind 4, nr. 2. Copenhagen: Ejnar Munksgaard, 1962.
- mit David Pingree: The Pancasiddhantika of Varahamihira. Kopenhagen 1970/71